# 伊卡洛·米格爾·索阿里斯
伊卡洛·米格爾·馬丁斯·索阿里斯（葡萄牙語：Ícaro Miguel Martins Soares，1995年4月29日—）是一名巴西男子跆拳道運動員。六歲時他的右眼意外遭到氨水灼傷，因此右眼視力逐漸惡化，加上為了不影響運動生涯而暫緩角膜移植手術，他的右眼視力僅剩下10%，但他仍曾經獲得2019年世界跆拳道錦標賽男子87公斤級銀牌。

## 外部連結
- TaekwondoData.com（页面存档备份，存于）
- 伊卡洛·米格爾·索阿里斯的Facebook專頁
- 伊卡洛·米格爾·索阿里斯的Instagram帳戶